# 2-й провулок Академіка Корольова (Мелітополь)
2-й провулок Академіка Корольова — провулок в Мелітополі в історичному районі Новий Мелітополь. Іде від Перекопської вулиці до Інтеркультурної вулиці.

## Назва
Провулок названий на честь Сергія Павловича Корольова (1906—1966) — українського радянського ракетобудівника, конструктора перших радянських космічних апаратів.
Також в Мелітополі є вулиця Академіка Корольова і провулок Академіка Корольова.

## Історія
Перша відома згадка провулка датується 23 листопада 2003 року. Провулок носив назву 2-й провулок Куйбишева.
В 2016 року в ході декомунізації перейменований на 2-й провулок Академіка Корольова.